# Visual Style
Der Begriff Visual Style (engl. visueller Stil) wurde mit der Veröffentlichung von Microsoft Windows XP geprägt und bezeichnet ein Erscheinungsbild der modifizierbaren Benutzeroberfläche des Betriebssystems Microsoft Windows.
Moderne Betriebssysteme (z. B. Microsoft Windows, Mac OS oder Linux) besitzen eine grafische Benutzeroberfläche (GUI), welche sich dem Anwender in einem bestimmten individuellen Aussehen präsentiert. Dieses Aussehen, auch Look and Feel genannt, wird bei Microsoft Windows ab der Version Windows XP durch einen Visual Style definiert.
Mit Hilfe eines Visual Style ist es möglich, das Aussehen von Schaltflächen, Navigationsleisten, Schriftarten und Farbschemata unter Windows zu verändern.
In früheren Windows-Versionen konnte das prinzipielle Aussehen der Schaltflächen, Navigationselemente, Hintergründe und so weiter nicht strukturell verändert werden, lediglich die Farbe der Oberflächenelemente ließ sich anpassen. Dies ist durch die Einführung der Visual Styles ab Windows XP in weitaus größerem Umfang möglich.
Windows verweigert von Haus aus den Einsatz von Visual Styles, die nicht von Microsoft digital signiert wurden. Um andere als die von Microsoft mitgelieferten Visual Styles Luna (Windows XP) oder Aero (Windows Vista/7) nutzen zu können, muss die Prüfung der digitalen Signatur deaktiviert werden. Dieser Eingriff kann entweder über die Veränderung der Windows-Systemdatei „uxtheme.dll“ auf der Festplatte erfolgen (z. B. mit Hilfe des Programms UXTheme Patch), oder durch die Deaktivierung der Signatur-Überprüfung im Arbeitsspeicher (z. B. mit Hilfe des Programms TuneUp Utilities).
Das Austauschen (Modden) von Visual Styles ist ein Teilaspekt von Deskmodding.
Ein interessantes Produkt in diesem Zusammenhang ist das Flyakite OS X, welches der Windows XP-Benutzeroberfläche das Erscheinungsbild des Betriebssystems Mac OS X von Apple beschert.

### Programme für den Einsatz von Visual Styles
- TGT Soft StyleXP
- Visual Styler
- TuneUp Utilities (Programmteil „TuneUp Styler“ / „Windows-Design verändern“)
- UXTheme Patch

### Visual Style-Sammlungen zum Download
- DeviantART – Visual Styles (für weitere Informationen siehe DeviantArt)
- Customize.org – Große Seite mit u. a. Visual Styles
- Neowin.net – Community um das Thema Deskmodding (Unterforum Visual Styles)
- themes.belchfire.net – mehrsprachige „XP Themes Community“

### Flyakite OS X
- Website und Download
- Bericht auf www.zdnet.de